# Morvikstjärnen
Morvikstjärnen är en sjö i Söderhamns kommun i Hälsingland och ingår i Norralaån-Ljusnans kustområde. Sjön har en area på 0,105 kvadratkilometer och ligger 6,5 meter över havet.

## Delavrinningsområde
Morvikstjärnen ingår i det delavrinningsområde (679718-157507) som SMHI kallar för Rinner mot Sandarnesfjärden sek namn. Medelhöjden är 11 meter över havet och ytan är 3,48 kvadratkilometer. Det finns inga avrinningsområden uppströms utan avrinningsområdet är högsta punkten. Avrinningsområdets utflöde mynnar i havet, utan att ha någon enskild mynningsplats. Avrinningsområdet består mestadels av skog (93 procent). Avrinningsområdet har 0,1 kvadratkilometer vattenytor vilket ger det en sjöprocent på 3 procent.